# Pluridens
Pluridens foi um réptil aquático da África Ocidental. O réptil viveu no último estágio do Cretáceo (Maastrichtiano) sendo assim uma das últimas espécies da família Mosasauridae. P. walkeri foi encontrado no sudoeste do Níger, enquanto P. calabaria foi encontrado na Nigéria. P. serpentis foi encontrado no Marrocos. Pluridens foi sinonimizado com Halisaurus por Lindgren e Siverson (2005), mas estudos feitos depois rejeitaram a sinonímia.